# قلعة شاتو دي بيرون

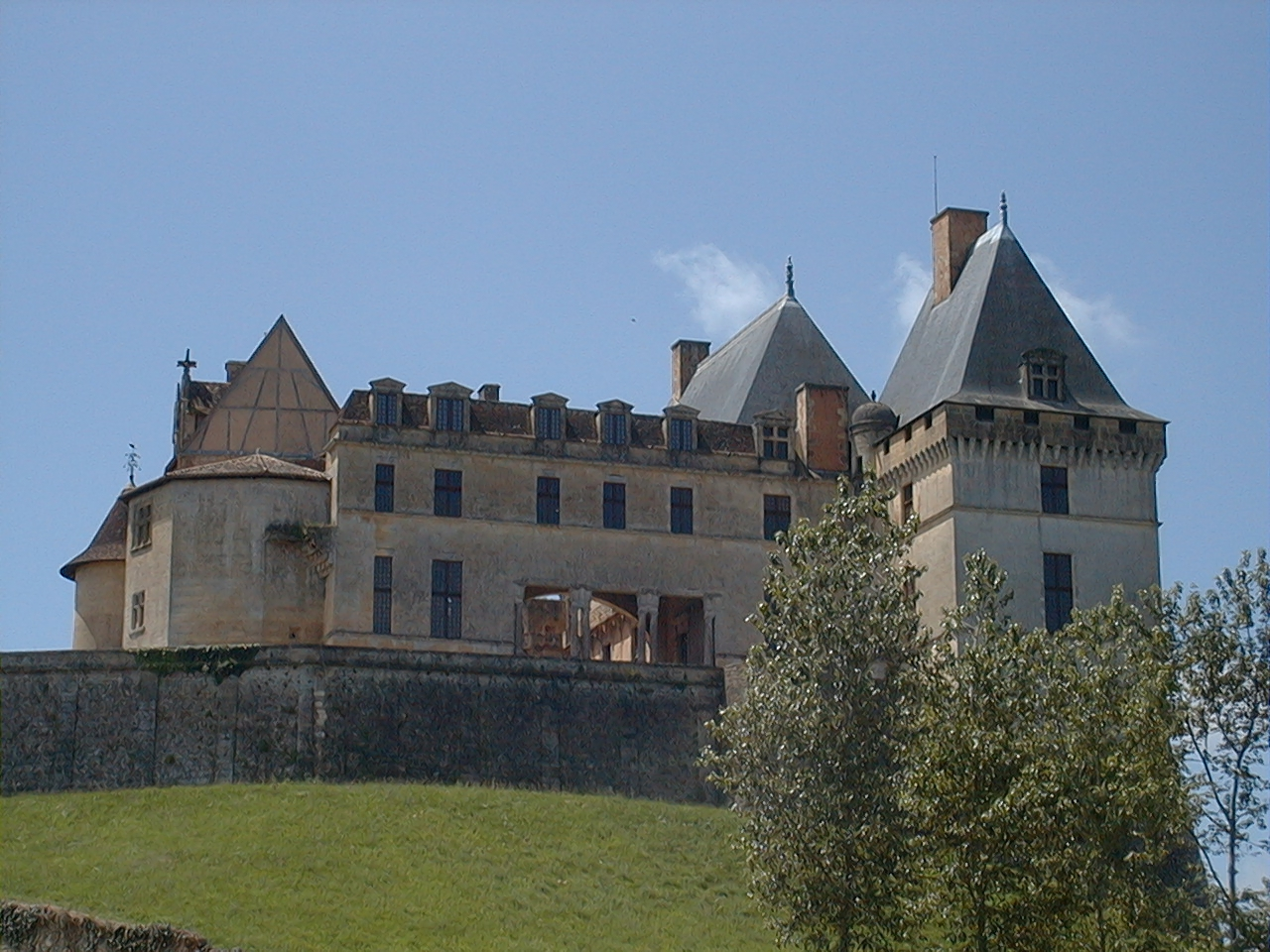

شاتو دي بيرون قلعة في وادي ليد في بيرون، إقليم الدورقون في فرنسا.

## تاريخها
في عام 1211 استولى كاثاراس على بيرون. وفي السنة التالية تمت استعادتها بواسطة سيمون دي مونتفورت. وفي وقتٍ ما خلال القرنين الرابع عشر والخامس عشر استولت جماعة البلنتجت على هذه القلعة.
شاتو الحالية تحمل لمسات من مختلف القرون مما يزيد من جاذبيتها، فقد كانت قُوة ومصدر رزق في القرن الثاني عشر ومسكن وكنيسة ومطبخ في القرن السادس عشر. تم شراء شاتو دي بيرون من قبل مجموعة من الأشخاص في عام 1978 بفكرة استعادة الهيكل للسياحة.
وفي عام 1928 اعتبرت وزارة الثقافة الفرنسية شاتو دي بيرون معْلم تاريخي.

## روابط خارجية
- Château de Biron: site culturel
- Château de Biron
- Ministry of Culture: Database entry for Château de Biron (بالفرنسية)
- Ministry of Culture photos